# André Schott
André Schott, in latino Andreas Scottus, italianizzato Andrea Scoto (Anversa, 12 settembre 1552 – Anversa, 23 gennaio 1629), è stato un gesuita, umanista e teologo fiammingo.

## Biografia
Dopo avere ricevuto l'istruzione primaria e secondaria nella sua città natale di Anversa, Schott frequentò il Collegio Trilingue di Lovanio, dove studiò con il latinista Cornelius Valerius. Studiò filosofia e ottenne il titolo di Magister artium nel 1573. Le rivolte politico-religiose del 1576 lo costrinsero a lasciare Lovanio. Trascorso un periodo di tempo a Douai si trasferì a Parigi dove fece amicizia con gli umanisti Augier Ghislain de Busbecq, Isaac Casaubon e Giuseppe Giusto Scaligero. Nel 1579 si recò in Spagna dove insegnò greco a Toledo (1580-1583) e Saragozza (1583-1586). A Saragozza fu ordinato sacerdote il 17 aprile 1584.
Avendo appreso che la sua città natale, Anversa, era stata occupata dall'esercito spagnolo di Alessandro Farnese (l'assedio di Anversa terminò il 17 agosto 1585) Schott entrò nella Compagnia di Gesù, in adempimento di un voto che aveva fatto. Svolse il noviziato a Saragozza, in Spagna, dal 1586 al 1588. Dopo il noviziato completò il corso di Teologia a Valencia.
Schott venne quindi nominato professore di Teologia presso il Collegio dei Gesuiti di Gandia (1590-1593). Nel 1593 fu chiamato a Roma dal Preposito generale della Compagnia di Gesù Claudio Acquaviva per subentrare a Francesco Benci, da poco scomparso, nell'insegnamento della Retorica al Collegio Romano (1594-1597).
Nel 1597 tornò nella sua città di Anversa e vi rimase fino alla morte. Si unì a un gruppo di scrittori e studiosi gesuiti guidati da Carlo Scribani. Divenne amico di Christophe Plantin, Abraham Ortel, Martin Delrio e Théodore Poelman. Ma – come dimostra la loro lunga e ricca corrispondenza – è a Giusto Lipsio che Schott era particolarmente legato.
André Schott morì il 23 gennaio 1629 nella Casa professa dei gesuiti di Anversa.

## Opere
Le opere e gli scritti di Schott riguardano soprattutto la filologia, la numismatica e la letteratura ma soprattutto la storia dell'Antichità classica e della Chiesa. Oltre a uno studio sulla vita degli imperatori romani pubblicò un trattato sulla composizione in stile ciceroniano latino. Con la sua "lista dei proverbi greci" tentò una sintesi della saggezza della Grecia antica. Contribuì anche alla Patrologia con una nuova edizione delle lettere di San Girolamo, che comprendeva 600 lettere inedite, e delle lettere di Isidoro di Pelusio. Le sue traduzioni delle opere greche in latino, spesso concluse con fretta eccessiva, furono criticate da un eminente studioso contemporaneo, il gesuita Jacques Sirmond.
Schott è tra gli autori che hanno contribuito alla voluminosa 'Hispania illustrata' ed è l'autore dell'Hispaniae Bibliothecae, un'enciclopedia degli scrittori, degli ecclesiastici e delle accademie del Regno di Spagna. Tradusse in spagnolo le biografie dei gesuiti della prima generazione (Francesco Borgia, Alfonso Salmerón, Diego Laínez), composte da Pedro de Ribadeneira.
Nel 1625 pubblicò un'edizione aumentata del celebre Itinerarium Italiae scritto dal fratello Franz.
Studioso infaticabile e di vasta erudizione, Schott produsse molte opere, ignorando spesso le critiche che gli venivano fatte. Da convinto umanista cristiano, credeva che lo studio delle lettere fosse un modo eminente di dare gloria a Dio.

## Pubblicazioni (Selezione)
Opere originali

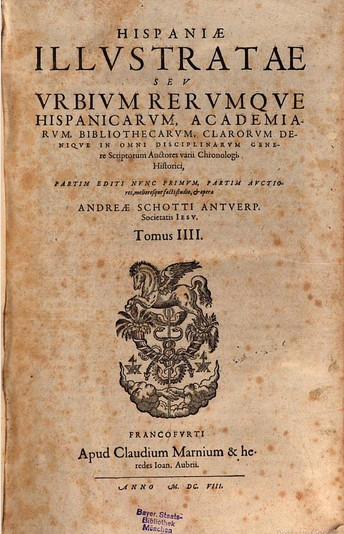
Hispania illustrata, 4° volume, 1608

- (LA) Vitae comparatae Aristotelis ac Demosthenis, Augustae Vindelicorum, apud Christophorum Mangum, 1603.
- (LA) De instauranda Ciceronis imitatione, Antverpiae, ex officina plantiniana, apud Ioannem Moretum, 1610.
- (LA) Adagia Graecorum, Antverpiae, ex officina plantiniana apud Viduam & filios Ioannis Moreti, 1612.
- (LA) Tabulae rei nummariae Romanorum Graecorumque, Antverpiae, apud Gerardum Wolffchatium, 1616.
- (LA) Adagialia sacra Novi Testamenti, Antverpiae, ex officina plantiniana Balthasaris Moreti, 1629.

Edizioni critiche
- (LA) De vita et moribus imperatorum romanorum, Antverpiae, ex officina Christophori Plantini, 1579.
- (LA) Pomponii Melae De situ orbis spicilegio auctus, Antverpiae, ex officina Christophori Plantini, 1582, DOI:10.3931/e-rara-29862.
- (LA) Sex. Aurelii Victoris Historiae Romanae Breviarium, Heidelbergae, apud H. Commelinum, 1596.
- (LA) Hispaniae illustratae Scriptores varii, Francofurti, apud Claudium Marnium et haeredes Iohannis Aubrii, 1603.
- (LA) B. Hieronymi epistolarum selectarum libri tres, Tornaci, apud Nicolaum Laurentium, 1610.
- (LA) S. Isidori Pelusiotae epistolae hactenus ineditae, Antverpiae, ex officina Martini Nutii, 1610.